# أري روميرو
أري روميرو (بالإسبانية: Ari Romero) هو مصارع هاوي مكسيكي، ولد في 20 ديسمبر 1951 في ولاية كيريتارو في المكسيك، وتوفي بنفس المكان في 29 ديسمبر 2013 بسبب سرطان الكبد.

## وصلات خارجية
- أري روميرو على موقع WrestlingData.com (الإنجليزية)
- أري روميرو على موقع CageMatch worker (الإنجليزية)
- أري روميرو على موقع قاعدة بيانات المصارعة على الإنترنت (الإنجليزية)